# Willemstreek
Willemstreek est un hameau qui fait partie de la commune néerlandaise de Het Hogeland située dans la province de Groningue.